# باولو سافولديلي
باولو سافولديلي (بالإيطالية: Paolo Savoldelli)‏ مواليد 7 مايو 1973 في إيطاليا، هو دراج إيطالي سابق في صنف سباق الدراجات على الطريق.

## سباقات أو مراحل فاز بها
- طواف فرنسا
- طواف إيطاليا

## روابط خارجية
- باولو سافولديلي على موقع الاتحاد الدولي للدراجات (الإنجليزية)
- باولو سافولديلي على موقع أرشيف الدراجات (الإنجليزية)
- باولو سافولديلي على موقع إحصائيات الدراجات الإحترافية (الإنجليزية)
- باولو سافولديلي على موقع نسبة الدراجات (الإنجليزية)
- باولو سافولديلي على موقع CycleBase (الإنجليزية)